# Content Reference Identifier
Ein Content Reference Identifier (CRID) ist ein spezieller URI, der in digitalen Fernseh-Netzwerken als Identifikator zur Kennzeichnung von Fernsehserien, einzelnen Fernsehsendungen und Gruppen von Fernsehsendungen dient. Ein CRID bezieht sich nur auf den Inhalt einer Sendung (oder einer Gruppe von Sendungen) und nicht auf Kanal und Uhrzeit der Sendung. Ein CRID wird in der Regel durch eine sogenannte „CRID Authority“ festgelegt. Eine solche CRID Authority kann zum Beispiel direkt beim Rundfunkveranstalter oder beim Anbieter eines EPG angesiedelt sein.